# 스타디오 로메오 멘티 (카스텔람마레)
스타디오 로메오 멘티(Stadio Romeo Menti)은 이탈리아의 축구 경기장이다. 카스텔라마레디스타비아에 위치해 있으며 이 도시를 근거지로 하는 축구 팀 SS 유베 스타비아가 사용하고 있다.